# Каченя Тім
«Каченя Тім» — анімаційний фільм 1970 року Творчого об'єднання художньої мультиплікації студії Київнаукфільм, режисер — Цезар Оршанський. Мультфільм знято за мотивами казки «Знамените каченя Тім» Енід Мері Блайтон.

## Сюжет
Казка про непосиду-збитошника — каченятка Тіма, який постійно потрапляє в різні пригоди і неподобства. На щастя, все це для нього добре закінчується.

## Над мультфільмом працювали
- Автор сценарію: В. Бєляков
- Режисер: Цезар Оршанський
- Художник-постановник: Розалія Зельма
- Композитор: Жанна Колодуб
- Оператор: Петро Ракітін
- Редактор: Світлана Куценко
- Звукооператор: Ізраїль Мойжес
- Ляльки та декорації виготовили: А. Назаренко, Д. Соколовський, А. Харченко, Л. Перевальська
- Мультиплікатори-ляльководи: Цезар Оршанський, Жан Таран, Елеонора Лисицька
- Асистенти: А. Кислий, Ю. Лемешев, Юна Срібницька
- Директор картини: М. Гладкова